# Coal Creek Historical Park
Coal Creek Historical Park är en park i Australien. Den ligger i kommunen South Gippsland och delstaten Victoria, omkring 100 kilometer sydost om delstatshuvudstaden Melbourne. Coal Creek Historical Park ligger 236 meter över havet.
Runt Coal Creek Historical Park är det glesbefolkat, med 14 invånare per kvadratkilometer.. Närmaste större samhälle är Leongatha, omkring 10 kilometer öster om Coal Creek Historical Park.
I omgivningarna runt Coal Creek Historical Park växer i huvudsak städsegrön lövskog. Genomsnittlig årsnederbörd är 1 332 millimeter. Den regnigaste månaden är juni, med i genomsnitt 166 mm nederbörd, och den torraste är januari, med 57 mm nederbörd.